# Indesit
Indesit Company er en italiensk producent af hvidevarer, der er baseret i Fabriano, Ancona. Indesit er siden 2022 ejet af et joint venture mellem amerikanske Whirlpool og tyrkiske Arçelik.
Virksomheden blev etableret i 1975 som Merloni Elettrodomestici SpA af Vittorio Merloni som et spin-off fra Industrie Merloni.